# Ioana Mischie
Ioana Mischie (n.  ?) este o regizoare, scenaristă și artistă transmedia română, care explorează noilor tehnologii în cinematografie și storytelling. Activitatea sa se concentrează pe proiecte inovatoare în film, realitate virtuală și media interactivă, subiecte pe care le predă la Departamentul – Animație și Interactivitate de Universitatea de Artă Teatrală și Cinematografică „I.L. Caragiale”.

## Biografie
A studiat la Universitatea de Artă Teatrală și Cinematografică „I.L. Caragiale” (UNATC). În perioada 2017-2018, ca bursieră Format:Il-wd, a studiat transmedia storytelling la Universitatea din Carolina de Sud⁠(d) (USC) – Școala de artă cinematografică din Los Angeles⁠(d). Și-a susținut doctoratul la UNATC în 2019.

## Carieră artistică
În 2018 Ioana Mischie a regizat scurtmetrajul Cumulonimbus, produs de Ana Maria Pîrvan, film care a fost selectat la Gala Premiilor Gopo la secțiunea de scurtmetraje. În 2021 ea a regizat și produs serialul documentar Fragile, un serial despre vulnerabilitate conceput și jucat de Ioana Flora, având-o ca editor scenariu pe Rucsandra Pop.
Ioana Mischie începe în 2017 lucrul la proiectul francizei media Guvernul copiilor. Proiectul include realizarea în 2019 primului documentar românesc 3D, intitulat Guvernul copiilor (Government of Children). În 2024 în cadrul proiectului a fost lansat filmul Guvernul copiilor 2(Government of Children 2) iar în crearea lui au fost folosite tehnologii noi (din jocuri video, soft-uri de machine learning și inteligență artificială).
În 2024 a lansat creația imersivă „Human Violins: Prelude”, care a fost regizată și produsă de Ioana Mischie. Producția a fost selectată în cadrul Festivalului de Film de la Cannes în secțiunea „Cannes XR – Immersive”.

### Publicații
- 2024 - Cinema Infinit. Introducere în Universul Transmedia, UNATC Press, ISBN: 978-606-082-034-5

### Viață personală
Ioana Mischie este fiica lui Nicolae Mischie.

## Premii și recunoaștere
- 2024 Premiul European XR pentru cea mai bună regie artistică pentru Human Violins – Prelude[11]